# Lanterne de pierre aux deux lions de la forteresse Jungheungsanseong
La lanterne de pierre aux deux lions de la forteresse Jungheungsanseong est une lanterne en pierre, trésor national de Corée du Sud n° 103.

## Usage
En Corée, les bouddhistes et les confucianistes construisaient des lanternes en pierre dans les temples bouddhistes et les sites funéraires pour symboliser les efforts déployés pour trouver la Vérité ou pour assurer la paix aux esprits des morts. Le bouddhisme coréen a une longue tradition consistant à installer une ou plusieurs lanternes de pierre symbolisant la lumière omniprésente de la sagesse du Bouddha.

## Histoire
Traditionnellement, une lanterne coréenne en pierre comporte quatre parties : un piédestal à trois niveaux, le corps principal contenant la chambre de lumière, un toit et un fleuron. Cette œuvre se caractérise par l'utilisation d'un piédestal unique présentant des lions très élaborés, debout entre les piédestaux inférieur et supérieur en forme de lotus. Les lions se tiennent debout sur leurs pattes arrière, poitrine contre poitrine, et soutiennent le piédestal supérieur avec leurs pattes avant levées. La pierre de la chambre de lumière placée sur le piédestal supérieur a une forme octogonale et quatre fenêtres. La pierre du toit est également octogonale, avec huit angles, et un épi de faîtage en forme de bouton de lotus. La lanterne en pierre de la période du Silla unifié (676-935) est généralement considérée comme un chef-d'œuvre avec sa structure simple combinée à des sculptures animales élaborées. 
La lanterne se trouvait à l'origine dans la forteresse de Jungheungsanseong à Gwangyang, Jeolla du Sud, mais a été déplacée au palais de Gyeongbokgung à Séoul après la découverte d'un plan visant à la faire passer clandestinement au Japon pendant l'occupation japonaise (1910-1945). Il est conservé au Musée national de Gwangju.